# Ilijaš
Ilijaš – miejscowość w Bośni i Hercegowinie, w Federacji Bośni i Hercegowiny, w kantonie sarajewskim, siedziba gminy Ilijaš. W 2013 roku liczyła 4921 mieszkańców, z czego większość stanowili Boszniacy.